# Хайнрих II фон Волденберг
Хайнрих II фон Волденберг 'Млади' (на немски: Heinrich von Woldenberg; * пр. 1240; † 14 декември 1273, Граздорф при Хановер) от род Вьолтингероде, е граф на Волденберг и Хоенбюхен.

## Произход
Той е малкият син на граф Херман I фон Волденберг-Харцбург († 1244) и съпругата му София фон Еверщайн († сл. 1272), дъщеря на граф Албрехт IV фон Еверщайн († 1214) и втората му съпруга Агнес Баварска фон Вителсбах († сл. 1219). Внук е на граф Буркард I фон Вьолтингероде, бургграф на замък Харцбург († 1189) и правнук на граф Лудолф I фон Вьолтингероде († 1153). Брат е на Буркард II фон Вьолтингероде-Волденберг († 1272/1273) и Херман († сл. 1270), домхер в Хилдесхайм (1247 – 1270).
Баща е на Ото II фон Волденберг († 1331), епископ на Хилдесхайм, и чичо на Хайнрих фон Волденберг († 1318), епископ на Хилдесхайм (1310 – 1318).
Хайнрих II фон Волденберг е убит на 14 декември 1273 г. в Граздорф, Хановер, Долна Саксония.

## Фамилия
Първи брак: с Кунигунда фон Люхов, дъщеря на граф Хайнрих I фон Люхов († сл. 1236) и Гербургис фон Роден († сл. 1245). Те имат седем деца:
- София фон Волденберг († сл. 15 юли 1312), омъжена пр. 18 юли 1267 г. за Хайнрих фон Хомбург († 1290)
- Херман IV фон Вьолтингероде-Вилдефюр фон Волденберг († сл. 10 юли 1310), женен пр. 1274 г. за Кунигунда фон Хомбург († сл. 1305), дъщеря на Хайнрих фон Хомбург († 1290) и Мехтилд фон Дасел († 1258)
- София Млада фон Вьолтингероде († сл. 25 май 1285), омъжена пр. 3 март 1268 г. за Екберт де Асеборч Стари († 1270)
- Хайнрих V фон Волденберг († 5 април/1 юни 1306), женен за Беата фон Халермунд († сл. 1296), дъщеря на граф Лудолф III фон Халермунд († сл. 1264/1266) и графиня Юта фон Хоя († сл. 1264)
- Ото II фон Волденберг († 3 август 1331), епископ на Хилдесхайм (1322 – 1331)
- Гербурга фон Вьолтингероде († сл. 1332), монахиня в Диздорф (1313 – 1332)
- Мехтилд фон Вьолтингероде († 11 юни 1331) монахиня в Диздорф (1313)

Втори брак: ок. 1227 г. с жена с неизвестно име и има един син:
- Йоханес Плукетун († 26 август 1302)